# 田中茂義
田中 茂義（たなか しげよし、1954年11月1日 - ）は、日本の土木工学者、実業家。土木学会第111代会長。

## 略歴
※出典
- 1979年3月 - 東京大学 工学部 土木工学科 卒業
- 1979年4月 - 大成建設（株） 入社
- 1997年4月 - 大成建設（株） 名古屋支店 土木工事作業所長
- 2004年1月 - 大成建設（株） 土木本部 企画室長
- 2007年4月 - 大成建設（株） 札幌支店 土木本部
- 2008年4月 - 大成建設（株） 東京支店 土木部長
- 2010年4月 - 大成建設（株） 理事 九州支店長
- 2011年4月 - 大成建設（株） 執行役員 九州支店長
- 2013年4月 - 大成建設（株） 常務執行役員 社長室長
- 2015年4月 - 大成建設（株） 専務執行役員 土木本部長
- 2015年6月 - 大成建設（株） 取締役 専務執行役員 土木本部長
- 2017年4月 - 大成建設（株） 取締役 副社長執行役員 土木本部長
- 2019年4月 - 大成建設（株） 代表取締役 副社長執行役員 土木本部長兼安全担当
- 2020年6月 - 大成建設（株） 代表取締役 副社長執行役員 土木本部長
- 2023年4月 - 大成建設（株） 代表取締役会長
- 2023年6月 - 土木学会第111代会長